# Morire di classe
Morire di classe. La condizione manicomiale fotografata da Carla Cerati e Gianni Berengo Gardin, pubblicato per la prima volta nel 1969, è un'opera che critica le condizioni in cui si trovavano gli ospedali psichiatrici italiani dell'epoca, pubblicato da Franco Basaglia e Franca Ongaro Basaglia con fotografie in bianco e nero di Carla Cerati e Gianni Berengo Gardin, una introduzione dei Basaglia e vari altri testi.

## Contesto
Negli anni sessanta lo psichiatra Franco Basaglia era il direttore dell'ospedale psichiatrico di Gorizia. Anche se lo avrebbe dovuto gestire secondo i criteri tradizionali, simili a un carcere, Basaglia, sua moglie Franca Ongaro e il loro gruppo invece ridussero la contenzione dei pazienti, tanto che nel 1967 furono rimossi i lucchetti da tutti i reparti, in linea con gli ideali della psichiatria democratica. Basaglia ne scrisse in un libro molto famoso pubblicato nel 1968, L'istituzione negata. Rapporto da un ospedale psichiatrico; e i cambiamenti da lui apportati furono meglio conosciuti grazie al documentario televisivo, I giardini di Abele, realizzato da Sergio Zavoli nel 1968 e trasmesso per la prima volta nel 1969.

## Fotografia
Come riferisce il fotografo Gianni Berengo Gardin, nel 1968 Franco Basaglia chiese alla fotografa Carla Cerati di documentare per una rivista le condizioni nei manicomi italiani. A disagio per l'incarico, Cerati chiese a Berengo Gardin di accompagnarla; lui accettò a condizione che fosse permesso anche a lui di scattare fotografie, e in seguito convinse Basaglia a realizzare un libro. Nel resoconto dello storico John Foot non è menzionata nessuna rivista, e uno dei primi progetti del libro prevedeva fotografie di entrambi gli autori, Cerati e Berengo Gardin, ambedue già conosciuti da Basaglia. Secondo Foot le istituzioni mostrate nel libro non si sarebbero dovute limitare ai manicomi.
Cerati e Berengo Gardin realizzarono i loro scatti in quattro ospedali: a Gorizia (il manicomio diretto da Basaglia), Colorno (vicino a Parma), Firenze e Ferrara. Il grado di libertà dei due fotografi variava notevolmente: fu permesso loro di visitare il manicomio di Firenze soltanto una volta (dove non furono bene accolti dalla direzione), ma erano molto più liberi di lavorare a Gorizia.
La loro fotografia era soggetta ad altri vincoli. Anche se Berengo Gardin aveva fotografato incontri tra pazienti a Gorizia, e scene in cui era presente Basaglia, queste ultime furono omesse dal libro: Basaglia voleva evitare l'impressione del paternalismo e Foot fa notare che le foto di Gorizia non rispecchiavano la situazione dell'epoca (insolitamente libera per i tempi) e si limitano a descrivere il suo passato repressivo.
Prima della pubblicazione del libro, e con l'appoggio del politico Mario Tommasini, fu organizzata a Parma una mostra intitolata La violenza istituzionalizzata (e più tardi fu spostata a Firenze); questa fu la prima occasione in cui furono esposte al pubblico molte delle fotografie che più tardi sarebbero apparse in Morire di classe.
Alcune immagini del libro sono state utilizzate anche nel film I giardini di Abele e Nei giardini della mente, per altri libri e volantini.

## Testi
Il libro contiene un'introduzione scritta dai Basaglia,  inoltre testi di Erving Goffman, Michel Foucault, Paul Nizan, Luigi Pirandello, Primo Levi, Louis Le Guillant e Lucien Bonnafé, Jonathan Swift, Rainer Maria Rilke, Frantz Fanon, Peter Weiss e altri.
Foot fa notare che sia l'introduzione sia il testo fanno uso della nozione dell'istituzione totale, creata da Goffman o da lui resa famosa, nozione importante nel libro di Goffman (pubblicato nel 1961) Asylums, la cui traduzione italiana era stata pubblicata nel 1968. Il manicomio era totalitario (Goffman e Foucault), "colonizzava" i pazienti (Fanon), o li riduceva alla condizione di uomini "vuoti" dei campi di concentramento (Levi).

## Design del libro
Il libro fotografico Morire di classe. La condizione manicomiale fotografata da Carla Cerati e Gianni Berengo Gardin fu pubblicato da Einaudi nel maggio del 1969. Curato da Franco Basaglia e dallo staff della casa editrice Einaudi, il libro ha una copertina lilla e un design ispirato alla grafica pubblicitaria dell'epoca.
Anche se i due fotografi sono citati nel frontespizio, le singole foto non sono attribuite. Allo stesso modo, il libro non specifica a quale manicomio si riferiscono le immagini. Nessuno degli scatti realizzati a Ferrara è stato utilizzato nel libro. Alcune fotografie, o minime varianti di esse, sono ripetute per un effetto quasi cinematico. Per effetto retorico ci sono anche foto non scattate in ospedali psichiatrici: Foot cita una fotografia di un poliziotto che sembra voler colpire un dimostrante o il fotografo, e poi:

## Rilevanza fotografica
Lo storico David Forgacs ha identificato Morire di classe come uno dei tre maggiori lavori artistici realizzati dal movimento italiano dei tardi anni sessanta per la riforma degli ospedali psichiatrici, di cui gli altri due erano il libro pubblicato da Basaglia nel 1969, L'istituzione negata e il documentario televisivo del 1969 I giardini di Abele; Morire di classe era "in effetti il complemento fotografico [degli altri due]."
Anche se i pazienti psichiatrici erano già da lungo tempo soggetti di fotografie per scopi classificatori o di altro tipo, Morire di classe è stato definito "il primo libro al mondo a mostrare le crudeltà perpetrate verso i pazienti psichiatrici". Certamente fu uno dei primi, anche se Gli esclusi di Luciano D'Alessandro, realizzato nell'Italia meridionale con la collaborazione di Sergio Piro, fu anch'esso pubblicato nel 1969.
Morire di classe fu pubblicato dopo la prima proiezione di I giardini di Abele. Quest'ultimo era una serie di documentari intitolati TV7 la cui audience nel 1969 era in media di 11 milioni. Era un esempio precoce di un documentario italiano su una istituzione totale, ma non fu il primo.
Il libro pone una questione di etica fotogiornalistica. Parr e Badger commentano:
In occasione di una mostra retrospettiva fu chiesto a Berengo Gardin di scegliere un libro, tra i molti che aveva pubblicato, che lui avrebbe voluto vedere letti tra duecento anni nel futuro, Berengo Gardin non fu in grado di scegliere tra Italiani, un libro sulla coltivazione del riso, e Morire di classe.

## Impatto sociale
Il libro è stato spesso citato come un fattore determinante nel processo di riforma degli ospedali psichiatrici in Italia (e successivamente in altri paesi) per mezzo della legge 180/1978 (la "Legge Basaglia"). Foot cita affermazioni di entrambi i fotografi in questo senso, e cita una serie di fonti italiane che concordano. Di seguito due esempi dalla letteratura su Berengo Gardin:
»
Comunque, Foot fa notare che, anche se il libro e la sua data di pubblicazione sarebbero compatibili con un tale ruolo decisivo, il fatto che esso sia stato la causa del cambiamento è più difficile da comprovare. Foot afferma che "non ci sono prove per molte delle affermazioni fatte in merito a Morire di Classe.
Ma qualsiasi sia stata la sua influenza,

## Edizioni successive
Pubblicato per la prima volta nel 1969, il libro fu ristampato negli anni settanta. Nel 2008 fu realizzata una nuova edizione, identica tranne che per l'aggiunta di testi della sociologa della politica Maria Grazia Giannichedda e del giornalista e fotografo Claudio Ernè, come pure di una nota editoriale.
Le fotografie compaiono anche in Per non dimenticare: 1968. La realtà manicomiale di "Morire di classe" (1998).
Un'ampia selezione delle foto di Berengo Gardin (ma nessuna di Cerati) compare in Manicomi: psichiatria e antipsichiatria nelle immagini degli anni settanta (2015).